# Rallye Monte Carlo 2024

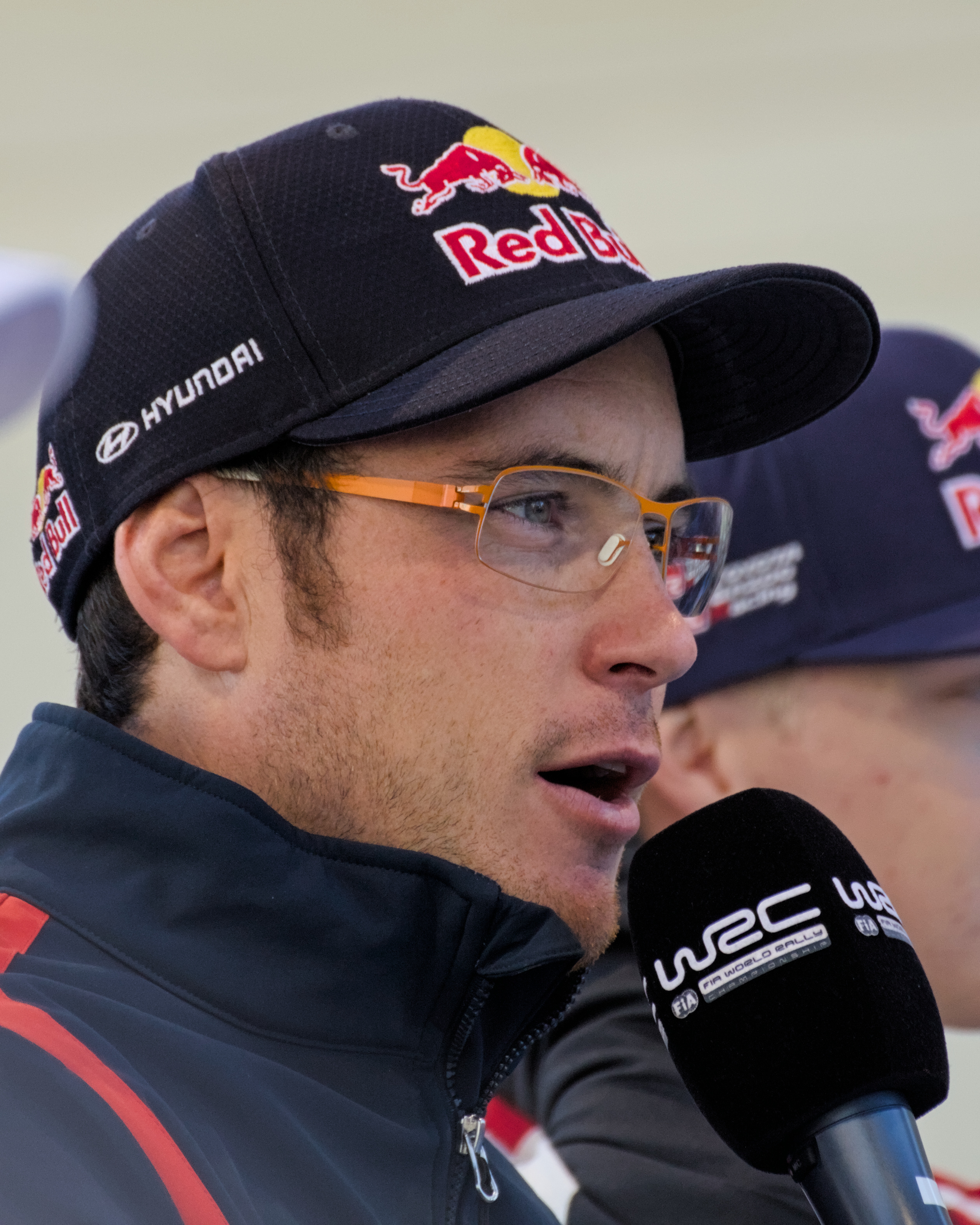
Der Sieger der Rallye Monte Carlo 2024 Thierry Neuville.

Die 92. Rallye Monte Carlo (offiziell 91. Rallye Automobile Monte Carlo 2024) war der 1. Lauf zur FIA-Rallye-Weltmeisterschaft 2024. Sie dauerte vom 25. bis zum 28. Januar und es wurden insgesamt 17 Wertungsprüfungen (WP) gefahren.

## Bericht
Thierry Neuville (Hyundai) gewann zum zweiten Mal in seiner Karriere die Rallye Monte Carlo. Nach einem spannenden Kampf mit Sébastien Ogier (Toyota) behauptete Neuville am Ende der Rallye die Spitze mit einem Vorsprung von 16,1 Sekunden. Nur am Samstag konnte der neunmalige Monte-Carlo-Sieger Ogier die Führung kurz übernehmen, Neuville fuhr aber in den darauffolgenden Wertungsprüfungen Bestzeiten. Am Freitag dominierte Elfyn Evans (Toyota) das Geschehen, bekam dann aber Probleme mit dem Hybrid-System, Ogier und Neuville überholten ihn. Hyundai Rückkehrer Ott Tänak belegte nach einem Ausrutscher auf vereister Straße den vierten Rang im Gesamtklassement.

## Meldeliste
| Nr.                  | Fahrer                  | Co-Pilot                   | Auto                   |
| -------------------- | ----------------------- | -------------------------- | ---------------------- |
| WRC-Klasse (Rally1)  |                         |                            |                        |
| 8                    | Ott Tänak               | Martin Järveoja            | Hyundai i20 N Rally1   |
| 9                    | Andreas Mikkelsen       | Torstein Eriksen           | Hyundai i20 N Rally1   |
| 11                   | Thierry Neuville        | Martijn Wydaeghe           | Hyundai i20 N Rally1   |
| 13                   | Grégoire Munster        | Louis Louka                | Ford Puma Rally1       |
| 16                   | Adrien Fourmaux         | Alexandre Coria            | Ford Puma Rally1       |
| 17                   | Sébastien Ogier         | Vincent Landais            | Toyota GR Yaris Rally1 |
| 18                   | Takamoto Katsuta        | Aaron Johnston             | Toyota GR Yaris Rally1 |
| 33                   | Elfyn Evans             | Scott Martin               | Toyota GR Yaris Rally1 |
| WRC2-Klasse (Rally2) |                         |                            |                        |
| 20                   | Yohan Rossel            | Arnaud Dunand              | Citroën C3 Rally2      |
| 21                   | Nikolay Gryazin         | FIA Konstantin Aleksandrov | Citroën C3 Rally2      |
| 24                   | Nicolas Ciamin          | Yannick Roche              | Hyundai i20 N Rally2   |
| 25                   | Pepe López              | David Vázquez Liste        | Škoda Fabia RS Rally2  |
| 26                   | Chris Ingram            | Hannah McKillop            | Škoda Fabia RS Rally2  |
| 27                   | Stéphane Lefebvre       | Andy Malfoy                | Toyota GR Yaris Rally2 |
| 28                   | Bryan Bouffier          | Frédéric Vauclare          | Toyota GR Yaris Rally2 |
| 29                   | Jan Solans              | Rodrigo Sanjuan de Eusebio | Toyota GR Yaris Rally2 |
| 30                   | Alejandro Mauro Sánchez | Adrián Pérez Fernández     | Škoda Fabia Rally2 evo |
| 31                   | John Wartique           | Maxime Andernack           | Ford Fiesta Rally2     |
| 32                   | Mauro Miele             | Luca Beltrame              | Škoda Fabia RS Rally2  |
| 34                   | Roberto Daprà           | Luca Guglielmetti          | Škoda Fabia Rally2 evo |
| 35                   | Olivier Burri           | Anderson Levratti          | Škoda Fabia Rally2 evo |
| 36                   | Jacopo Bergamin         | Alice Tasselli             | Volkswagen Polo GTI R5 |
| 37                   | Federico Laurencich     | Alberto Mlakar             | Škoda Fabia Rally2 evo |
| 38                   | Massimiliano Locatelli  | Stefano Tiraboschi         | Škoda Fabia Rally2 evo |
| 39                   | Eamonn Boland           | Michael Joseph Morrissey   | Ford Fiesta Rally2     |
| 40                   | Jourdan Serderidis      | Frédéric Miclotte          | Volkswagen Polo GTI R5 |
| 41                   | Maurizio Morato         | Massimiliano Bosi          | Škoda Fabia Rally2 evo |
| 43                   | Maurizio Chiarani       | Flavio Zanella             | Škoda Fabia Rally2 evo |
| 44                   | Filippo Marchino        | Pietro Elia Ometto         | Škoda Fabia Rally2 evo |
| 45                   | Henk Vossen             | Willem Vissenberg          | Hyundai i20 N Rally2   |

Anmerkung: Insgesamt haben sich 68 Fahrzeuge eingeschrieben in verschiedenen Klassen.

## Klassifikationen

### WRC Rally1
| Position | Position | Nr. | Fahrer            | Co-Pilot         | Auto                   | Zeit      | Rückstand | WM-Punkte | WM-Punkte | WM-Punkte  | WM-Punkte |
| Rally1   | Gesamt   | Nr. | Fahrer            | Co-Pilot         | Auto                   | Zeit      | Rückstand | Samstag   | Sonntag   | Powerstage | Total     |
| -------- | -------- | --- | ----------------- | ---------------- | ---------------------- | --------- | --------- | --------- | --------- | ---------- | --------- |
| 1        | 1        | 11  | Thierry Neuville  | Martijn Wydaeghe | Hyundai i20 N Rally1   | 3:09:30.9 |           | 18        | 7         | 5          | 30        |
| 2        | 2        | 17  | Sébastien Ogier   | Vincent Landais  | Toyota GR Yaris Rally1 | 3:09:47.0 | 00:16.1   | 15        | 5         | 4          | 24        |
| 3        | 3        | 33  | Elfyn Evans       | Scott Martin     | Toyota GR Yaris Rally1 | 3:10:16.1 | 00:45.2   | 13        | 6         | 2          | 21        |
| 4        | 4        | 8   | Ott Tänak         | Martin Järveoja  | Hyundai i20 N Rally1   | 3:11:30.7 | 01:59.8   | 10        | 4         | 1          | 15        |
| 5        | 5        | 16  | Adrien Fourmaux   | Alexandre Coria  | Ford Puma Rally1       | 3:13:07.8 | 03:36.9   | 8         | 3         | 0          | 11        |
| 6        | 6        | 9   | Andreas Mikkelsen | Torstein Eriksen | Hyundai i20 N Rally1   | 3:15:05.5 | 05:34.6   | 6         | 0         | 0          | 6         |
| 7        | 7        | 18  | Takamoto Katsuta  | Aaron Johnston   | Toyota GR Yaris Rally1 | 3:17:59.4 | 08:58.5   | 4         | 2         | 3          | 9         |
| 8        | 20       | 13  | Grégoire Munster  | Louis Louka      | Ford Puma Rally1       | 3:44:10.9 | 34:40.0   | 0         | 1         | 0          | 1         |

### WRC Rally2
| Position | Position | Nr. | Fahrer          | Co-Pilot                   | Auto                  | Zeit      | Rückstand | Punkte | Punkte |
| Rally2   | Gesamt   | Nr. | Fahrer          | Co-Pilot                   | Auto                  | Zeit      | Rückstand | Rally2 | Gesamt |
| -------- | -------- | --- | --------------- | -------------------------- | --------------------- | --------- | --------- | ------ | ------ |
| 1        | 8        | 20  | Yohan Rossel    | Arnaud Dunand              | Citroën C3 Rally2     | 3:20:00.7 |           | 25     | 1      |
| 2        | 9        | 25  | Pepe López      | David Vázquez Liste        | Škoda Fabia RS Rally2 | 3:20:04.7 | 4.0       | 18     | 2      |
| 3        | 10       | 21  | Nikolay Gryazin | FIA Konstantin Aleksandrov | Citroën C3 Rally2     | 3:20:16.1 | 15.4      | 15     | 3      |

Anmerkung: Insgesamt haben sich 64 Fahrzeuge von 68 gestarteten klassiert.

## Wertungsprüfungen
| Tag      | Start         | WP             | Name                                            | Länge          | Gewinner                                                                               | Zeit                                    | Leader           |
| -------- | ------------- | -------------- | ----------------------------------------------- | -------------- | -------------------------------------------------------------------------------------- | --------------------------------------- | ---------------- |
| 24. Jan. | 16:31         | —              | Route de la Garde (Shakedown)                   | 3,28 km        | Ott Tänak                                                                              | 02:05.5                                 |                  |
| 25. Jan. | 20:35         | WP1            | Thoard / Saint-Geniez                           | 21,01 km       | Elfyn Evans                                                                            | 12:12.9                                 | Elfyn Evans      |
| 25. Jan. | 21:58         | WP2            | Bayons / Bréziers                               | 25,19 km       | Elfyn Evans                                                                            | 14:00.0                                 | Elfyn Evans      |
| 25. Jan. | 23:11 – 23:59 | Service A, Gap | Service A, Gap                                  | Service A, Gap | Service A, Gap                                                                         | Service A, Gap                          | Elfyn Evans      |
| 26. Jan. | 07:45 – 08:03 | Service B, Gap | Service B, Gap                                  | Service B, Gap | Service B, Gap                                                                         | Service B, Gap                          | Elfyn Evans      |
| 26. Jan. | 08:51         | WP3            | Saint-Léger-les-Mélèzes / La Bâtie-Neuve 1      | 16,68 km       | Thierry Neuville                                                                       | 09:18.3                                 | Elfyn Evans      |
| 26. Jan. | 10:24         | WP4            | Champcella / Saint-Clément 1                    | 17,87 km       | Sébastien Ogier                                                                        | 09:53.2                                 | Elfyn Evans      |
| 26. Jan. | 11:57         | WP5            | La Bréole / Selonnet 1                          | 18,31 km       | Sébastien Ogier                                                                        | 10:10.8                                 | Elfyn Evans      |
| 26. Jan. | 13:25 – 14:08 | Service C, Gap | Service C, Gap                                  | Service C, Gap | Service C, Gap                                                                         | Service C, Gap                          | Elfyn Evans      |
| 26. Jan. | 14:56         | WP6            | Saint-Léger-les-Mélèzes / La Bâtie-Neuve 2      | 16,68 km       | Thierry Neuville                                                                       | 09:09.0                                 | Elfyn Evans      |
| 26. Jan. | 16:29         | WP7            | Champcella / Saint-Clément 2                    | 17,87 km       | Thierry Neuville                                                                       | 09:49.6                                 | Elfyn Evans      |
| 26. Jan. | 18:02         | WP8            | La Bréole / Selonnet 2                          | 18,31 km       | Sébastien Ogier                                                                        | 10:26.3                                 | Elfyn Evans      |
| 26. Jan. | 19:30 – 20:18 | Service D, Gap | Service D, Gap                                  | Service D, Gap | Service D, Gap                                                                         | Service D, Gap                          | Elfyn Evans      |
| 27. Jan. | 06:54 – 07:12 | Service E, Gap | Service E, Gap                                  | Service E, Gap | Service E, Gap                                                                         | Service E, Gap                          | Elfyn Evans      |
| 27. Jan. | 08:05         | WP9            | Esparron / Oze 1                                | 18,79 km       | Thierry Neuville                                                                       | 12:12.5                                 | Elfyn Evans      |
| 27. Jan. | 09:53         | WP10           | Les Nonières / Chichilianne 1                   | 20,04 km       | Sébastien Ogier                                                                        | 11:27.2                                 | Thierry Neuville |
| 27. Jan. | 11:06         | WP11           | Pellafol / Agnières-en-Dévoluy 1                | 21,37 km       | Ott Tänak                                                                              | 12:40.0                                 | Thierry Neuville |
| 27. Jan. | 12:39 – 13:22 | Service F, Gap | Service F, Gap                                  | Service F, Gap | Service F, Gap                                                                         | Service F, Gap                          | Thierry Neuville |
| 27. Jan. | 14:05         | WP12           | Esparron / Oze 2                                | 18,79 km       | Sébastien Ogier                                                                        | 11:23.0                                 | Thierry Neuville |
| 27. Jan. | 15:53         | WP13           | Les Nonières / Chichilianne 2                   | 20,04 km       | Sébastien Ogier                                                                        | 11:32.4                                 | Sébastien Ogier  |
| 27. Jan. | 17:06         | WP14           | Pellafol / Agnières-en-Dévoluy 2                | 21,37 km       | Thierry Neuville                                                                       | 12:47.8                                 | Thierry Neuville |
| 27. Jan. | 18:39 – 19:27 | Service G, Gap | Service G, Gap                                  | Service G, Gap | Service G, Gap                                                                         | Service G, Gap                          | Thierry Neuville |
| 28. Jan. | 6:03 – 6:21   | Service H, Gap | Service H, Gap                                  | Service H, Gap | Service H, Gap                                                                         | Service H, Gap                          | Thierry Neuville |
| 28. Jan. | 07:04         | WP15           | La Bréole / Selonnet 3                          | 18,31 km       | Thierry Neuville                                                                       | 10:31.8                                 | Thierry Neuville |
| 28. Jan. | 08:35         | WP16           | Digne-les-Bains / Chaudon-Norante               | 19,01 km       | Thierry Neuville                                                                       | 11:10.2                                 | Thierry Neuville |
| 28. Jan. | 12:15         | WP17           | La Bollène-Vésubie / Col de Turini (Powerstage) | 14,80 km       | 1. Thierry Neuville 2. Sébastien Ogier 3. Takamoto Katsuta 4. Elfyn Evans 5. Ott Tänak | 09:50.4 09:53.0 09:53.2 09:53.6 09:55.2 | Thierry Neuville |